# 広饒県
広饒県（こうじょう-けん）は、中華人民共和国山東省東営市に位置する県。

## 行政区画
- 街道：広饒街道、楽安街道、丁荘街道
- 鎮：大王鎮、稲荘鎮、李鵲鎮、大碼頭鎮、花官鎮、陳官鎮

## 名所
- 東営市歴史博物館
- 南宋大殿（関帝廟）
- 孫武祠